# Milanowizna
Milanowizna – część wsi Jemieliste w Polsce, położona w województwie podlaskim, w powiecie suwalskim, w gminie Filipów.
Dawniej odrębna wieś i gromada w gminie Czostków, a od 1933 w gminie Filipów.